# Blend S
Blend S (ブレンド・S Burendo Esu?) es una serie de manga en formato yonkoma escrita e ilustrada por Miyuki Nakayama. Ha sido serializada en la revista Manga Time Kirara Carat de la editorial Hōbunsha desde agosto de 2013 a abril de 2022. Una adaptación a serie de anime producida por A-1 Pictures fue estrenada en octubre de 2017.

## Argumento
Maika Sakuranomiya es una estudiante de secundaria que tiene problemas para encontrar un trabajo de media jornada debido a su mirada amenazante. Sin embargo, un día se encuentra con un hombre italiano quien es también el gerente de Stile, una cafetería donde sus camareras tienen papeles únicos como tsundere y hermana menor. Maika recibe el papel de sádica debido a su mirada y tiene que adoptar una personalidad dominante y cruel al atender a los clientes, particularmente a los masoquistas.

## Personajes
Maika Sakuranomiya (桜ノ宮 苺香 Sakuranomiya Maika?)
Seiyū: Azumi Waki
Maika es una adolescente de 16 años quién a pesar de tener una personalidad positiva y alegre, involuntariamente obtiene una mirada amenazante en sus ojos siempre que sonríe. Esta mirada coge la atención de Dino, quién le ofrece trabajo para ser la camarera 'sádica' en la cafetería Stile. A pesar de que le dijeron que a los clientes les gusta que los traten mal, su preocupación de cómo está tratando a los clientes saca lo mejor de ella, siempre sonriendo, causando que tenga una personalidad apologética apenas se van. Proviene de una familia muy tradicional y trabaja a tiempo parcial para poder estudiar en el extranjero utilizando su propio dinero. Su amor por el extranjero también le hace desarrollar una admiración hacia el "anciano del pollo" y Santa Claus. Adora a Dino debido a su cabello rubio, pero es inconsciente de que él está enamorado de ella.
Kaho Hinata (日向 夏帆 Hinata Kaho?)
Seiyū: Akari Kitō
Kaho es una camarera de 17 años quien cumple el papel de tsundere. Le encantan los videojuegos y a menudo va a un arcade, pero también se queda sin dinero a causa de él. A pesar de que hace de una chica tsundere, su verdadera personalidad es despreocupada y alegre. Tiene problemas para mantener su personalidad tsundere cuando los clientes hablan de videojuegos, sintiendo la necesidad de unirse a la conversación. Es la camarera más popular en Stile, además es ella la primera camarera contratada. Ella presenta cierta atracción hacía Akizuki Kōyō.
Mafuyu Hoshikawa (星川 麻冬 Hoshikawa Mafuyu?)
Seiyū: Anzu Haruno
Mafuyu es una de las camareras que, a pesar de su pequeña figura, es una estudiante universitaria de 20 años y cumple el papel de hermana menor debido a ello. Su verdadera personalidad es madura y raramente muestra emoción, pero se emociona fácilmente siempre que su serie favorita, Aisatsu (Magical Frill en el anime), está implicada. Tiene un hermano menor quien es más alto que ella y siempre quiso una hermana menor, aunque no considera a Kaho debido a la forma de su cuerpo.
Miu Amano (天野 美雨 Amano Miu?)
Seiyū: Atsumi Tanezaki
Miu es una de las camareras quien cumple el papel de "hermana mayor". Normalmente lleva gafas y es un artista dōjinshi de 22 años en un grupo llamado "Hanazono Folder" que dibuja cómics para adultos. Miu inicialmente vino a la cafetería como cliente, pero Dino le ofreció trabajar en la cafetería y ella aceptó para conseguir inspiración para sus dōjinshi. Uno de sus hobbys es observar a la gente, especialmente la relación entre Dino y Maika; incluso los utiliza como modelos en sus dojinshi.
Hideri Kanzaki (神崎 ひでり Kanzaki Hideri?)
Seiyū: Sora Tokui
Hideri es uno de los miembros más recientes en unirse a Stile, quién cumple el papel de Idol. Su primera aparición ocurre en el episodio 8, cuando Maika llega al trabajo y ve al gerente conversando con él. Su principal sueño es poder convertirse en una Idol popular, evitando así heredar la granja de sus padres y también ganar más seguidores (en especial, su objetivo es el público otaku). Hideri ama todo lo que sea lindo por lo cual se viste de chica para verse de ese modo.
Dino (ディーノ Dīno?)
Seiyū: Tomoaki Maeno
Dino es un chef italiano de 26 años y el gerente de Stile. Le encantan las chicas de anime y las figurillas, y a menudo se queda hasta tarde mirando el anime nocturno. También sangra de la nariz cada vez que se emociona. Debido a su atracción por las chicas japonesas, particularmente las de pelo oscuro, desarrolla un amor abierto hacia Maika, aunque ella es inconsciente de esto.
Kōyō Akizuki (秋月 紅葉 Akizuki Kōyō?)
Seiyū: Tatsuhisa Suzuki
Kōyō, de 21 años, tiene una personalidad de tsundere, es el chef en Stile a quién le encantan los videojuegos y el yuri y siempre quiere ver a las clientas siendo amistosas la una con la otra, de forma que él lo pueda imaginar. A pesar de ser tranquilo, regaña y en ocasiones golpea a Dino por estar de holgazán, dormido o dejarlo sólo haciendo cargo de toda la cocina y tiene cierto interés en Kaho Hinata.
Aika Sakuranomiya (桜ノ宮 愛香 Sakuranomiya Aika?)
Seiyū: Rei Matsuzaki
Aika es la hermana mayor de Maika quién viste en una manera yamato nadeshiko. Ella a menudo se preocupa de Maika debido a su mirada amenazante. Como su hermana, Aika tiene un carácter sádico natural. Además, se equivoca al pensar en Dino como el novio de Maika.
Kōichi Sakuranomiya (桜ノ宮 子一 Sakuranomiya Kōichi?)
Seiyū: Shinki Satō
Kōichi es el hermano mayor de Maika quien es reconocible por su cabello negro con flequillo partido en el medio. Como sus hermanas, tiene un carácter sádico natural. Está preocupado por Maika debido a los pocos amigos que tiene a causa de su mirada. Al igual que Aika, se equivoca pensando en Dino como el novio de Maika.

## Media

### Manga
Blend S es una serie de manga en formato yonkoma escrito e ilustrado por Miyuki Nakayama. Hizo su primera aparición en la revista Manga Time Kirara Carat de Houbunsha en la publicación de octubre de 2013 publicada el 28 de agosto de 2013, y empezó su serialización en la publicación de la revista de marzo de 2014. La serie concluyó en la edición de junio de 2022 publicada el 28 de abril de 2022.
| N.º | Fecha de lanzamiento  | ISBN original          |
| --- | --------------------- | ---------------------- |
| 1   | 27 de enero de 2015   | ISBN 978-4-8322-4520-4 |
| 2   | 27 de febrero de 2016 | ISBN 978-4-8322-4667-6 |
| 3   | 7 de enero de 2017    | ISBN 978-4-8322-4798-7 |
| 4   | 7 de octubre de 2017  | ISBN 978-4-8322-4885-4 |
| 5   | 25 de enero de 2019   | ISBN 978-4-8322-7062-6 |
| 6   | 27 de marzo de 2020   | ISBN 978-4-8322-7179-1 |
| 7   | 26 de marzo de 2021   | ISBN 978-4-8322-7264-4 |
| 8   | 26 de mayo de 2022    | ISBN 978-4-8322-7368-9 |

### Anime
Una adaptación a serie de anime, dirigida por Ryōji Masuyama y producida por A-1 Pictures, estrenada el 7 de octubre de 2017. Gō Zappa supervisó los guiones de la serie y Yōsuke Okuda diseñó a los personajes. Aniplex of America licenció el anime para su estreno en América del Norte. El tema de apertura "Bon Appétit S" (ぼなぺてぃーと♡S Bonapetīto♡Esu?) y el tema de cierre "Detarame na Minus to Plus ni Okeru Blend Kō" (デタラメなマイナスとプラスにおけるブレンド考 Detarame na Mainasu to Purasu ni Okeru Burendo Kō?) son hechos por Azumi Waki, Akari Kitō, y Anzu Haruno bajo el nombre Blend A (pronunciado Blend Ace).

## Enleces externos
- Sitio web oficial del anime (en japonés)

- Datos: Q22126791
- Multimedia: Blend S / Q22126791